# المتحف المركزي للجيش الجزائري
المتحف المركزي للجيش الجزائري برياض الفتح (الجزائر). فيه مجموعة من صور الشهداء في مقتبل العمر من رجال أو النساء. من أشهر الصور هي صورة لامرأة شابة ترمز إلى قوة الفتاة الجزائرية، جميلة بو عزة. أما عن الجزائر ما بعد الاستقلال، نجد فيه بعض الأشياء الشخصية الخاصة للرئيس الراحل هواري بومدين مثل بعض ربطات العنق كالتي كان يلبسها في خطابه الشهير في الأمم المتحدة، وبدلاته، وسيارته الخاصة سيتروين.
يوجد فيه أيضا بعض المعالم لفترة الأمير عبد القادر. وهناك أشياء من الفترة النوميدية أيضا.

## تاريخ
تصنف معروضات المتحف المركزي وفقا لكرونولوجيا تاريخية، تمتد من عصور ما قبل التاريخ إلى العهد المعاصر، وتتوزع المعروضات الفريدة للمتحف عبر فضاءاته بحسب التسلسل الزمني وهي: عصور ما قبل التاريخ، العصر القديم، العصر الإسلامي، العصر الحديث والعهد المعاصر. وقد كانت بداية جولتنا التاريخية مع عصر ما قبل التاريخ والذي خصص له جناح احتوى على عينات أثرية يرجع تاريخها منذ 3 ملايين سنة إلى 2000 سنة قبل التاريخ، حيث يتضح من خلال تلك العينات، مختلفة الأنماط الصناعية التي عرفها الإنسان الجزائري في عصور ما قبل التاريخ من أدوات حجرية تؤرخ للعصر الحجري الأسفل، وهي تنتمي إلى الحضارة الاشولية، ومن بين تلك الأدوات نجد ما عرف بالبيفاص والبليطات.. لنصل بعدها إلى الآثار الخاصة بالعصر الحجري الأوسط وهي الادوات التي تنتمي لسكان الحضارة الموسترية والحضارة العاترية. وفيما يخص العصر الحجري القديم المتأخر فيعرض المتحف بعض الأدوات التي تعكس تطور الإنسان الحجري الحديث، حيث يمكن الاطلاع على أدوات مصقولة صقلا جميلا ودقيقا من بينها بعض رؤوس السهام ومكاشط وشظايا حادة على شكل سكاكين. في ذات الجناح يقف الزائر أمام خريطة جيوتاريخية تحمل أهم معالم الحضارة النوميدية الموحدة في العصر القديم، تلك الحضارة التي قامت ما بين 23م إلى 152م والتي كانت مقسمة إلى قسمين، الشرقي والذي عرف بمملكة ماصيلية وعاصمتها سيرتا التي كان على الملك ماسينيسا. أما القسم الغربي فقد شمل مملكة مازيصيليا وعاصمتها صيقا وهي عين تموشنت حاليا. وكان على رأسها سيفاكس. كما يوجد في هذا الجناح مجسمات لمختلف ملوك نوميديا في شكل تماثيل كاملة وأخرى نصفية ومسكوكة على قطع نقدية ومنهم يوغرطة، ماسينيسا وسيفاكس، هذا إضافة إلى لوحات زيتية لأهم المعارك التي شنها يوغرطة على المعسكر الروماني. و لعل أهم أجنحة المتحف هو ذلك المخصص للعصر الإسلامي حيث يشد انتباه الزائر تلك الخريطة الجيوتاريخية التي صممت خصيصا لتحمل كل مراحل الفتح الإسلامي في منطقة المغرب العربي بداية من فتوحات عقبة بن نافع الأولى سنة 670م إلى فتوحات موسى بن نصير مابين 704 و 711 ودعمت هذه الخريطة بجسمات وتماثيل لمؤسسي الدول الإسلامية بالجزائر وهي على التوالي: الدولة الرستمية وهي أول دولة إسلامية أسست بالجزائر على يد عبد الرحمان بن رستم وعاصمتها تيهريت وتليها الدولة الزيرية فالدولة الحمادية التي أسسها حماد بن بولوغين 1014 إلى 1152 فالدولة المرابطية والتي أسسها يوسف بن تاشفين وامتدت من الجنوب الأقصى إلى الجزائر ودامت بها 86 سنة ليصل المتجول في فضاء الحضارة الإسلامية إلى رحاب الدولة الموحدية ومؤسسها عبد المؤمن بن علي الذي وحد الجنوب المغربي سياسيا بعد زوال الموحدية في الجزائر والدولة الزيرية الباديسية في الجزائر، وهو ما أتاح للدولة الموحدية أن تصبح أهم قوة سياسية في حوض البحر الأبيض المتوسط وإفريقيا الشمالية وكانت عاصمتها تلمسان، وامتدت بين بلدة سعيدة شرقا إلى وادي ملوية غربا. وفي ذات السياق يعرض المتحف نماذج من رايات الدول الأساسية المتعاقبة إضافة إلى أسلحة العصر الإسلامي السيف، الترس، البيضاء، القوس، الرمح، الحراب، المنجنيق... وبعض الأسلحة الفردية الإسلامية التي ميزت المحارب المغاربي عن غيره من المحاربين المسلمين.

## العصر الحديث
الفترة العثمانية الممتدة من 1514م إلى 1830م. في مدخل هذا الجناح ينتصب بشموخ تمثالان للأخوين عروج وخير الدين بربروس القائدين الكبيرين اللذين كان لهما دور بارز في نجدة الجزائريين من التكالب الصليبي والاسباني المتتابع على المنطقة. كما يعرض المتحف تمثالا للقائد البحري الرايس حميدو مع بعض النماذج للسفن التي دخلت في تشكيلة الأسطول الجزائر. كما يحتوي الجناح على خريطة مفعلة لمسارح العمليات العسكرية للبحرية الجزائرية عبر البحار والمحيطات. أما عن مرحلة العهد المعاصر والتي تبدأ بفترة المقاومة الشعبية التي ثارت في وجه المستعمر الدخيل، وتبلورت وازدادت نضجا وانتشارا، وكانت بدايتها مثلما يقدمه المتحف بقيادة الأمير عبد القادر بن محي الدين الذي خصص له جناح متميز جدا من خلال عرض لبعض اللوحات الزيتية لمختلف الأعمال العسكرية والمعارك التي خاضها جيش الامير عبد القادر، محرزا فيها العديد من الانتصارات على المستعمر الغاشم، ومنها معركة خنق النطاح في 1832 ومعركة المقطع العام 1835 كما يجد الزائر في نفس الرواق مجموعة من الرايات التي جمعها الأمير خلال فترة توليه قيادة المقاومات الشعبية وبعض أسلحة جيشه كالبندقية والخنجر وأمتعة خاصة بالأمير منها صدريته الحربية وجلبابه وسلاحه الشخصي. ويحمل الجناح أيضا نصوصا لبعض المعاهدات التي مثلت فواصل مهمة في تحديد مصير الشعب الجزائري منها معاهدة دي ميشال سنة .1834 كما تقف في كل زاوية من زوايا هذا الرواق تماثيل نصفية لأشهر رواد المقاومة الشعبية الذين اصطفاهم القدر ليصيغوا بتضحياتهم مجد الجزائر ويسجلوا بدمائهم الزكية أروع صفحات الصمود والخلود منهم: الحاج أحمد باي، الشريف محمد بن تومي، بوشوشة، الشيخ بن المختار.

## مرحلة الحركة الوطنية
كثيرة هي الشواهد التي يقف عندها الزائر للقاعة المخصصة لأهم مراحل المقاومة الوطنية، حيث توجد خرائط جيوتاريخية ولوحات زيتية تصف بشاعة الإجرام الاستعماري، وأول لوحة تتصدر هذا الفضاء هي تلك الخاصة بالشهيد شعال بوزيد وهو أول شهيد سقط في أحداث 8 ماي. وفي خضم هذا الزخم التاريخي الذي يضطلع به المتحف المركزي العسكري تتراءى للزائر أهم أحداث ثورة التحرير الجزائري والتي يقدمها المتحف بشيء من التفصيل من خلال الشواهد الحية والصور والوثائق والمجسمات والخرائط، حيث يتعرف الزائر على المنظمة السرية الخاصة والتي ظهرت عام 1947 واللجنة الثورية للوحدة والعمل التي أنشئت عام 1954 واجتماع 22 الذي انعقد في 1954 وبيان أول نوفمبر كأهم كوثيقة في تاريخ الجزائر. كما يعرض المتحف نماذج للأسلحة البسيطة التي استعملها المجاهدون في بداية الثورة من بنادق وخناجر وأسلحة بيضاء. وفي الناحية المقابلة لهذا الجناح يتاح للزائر الاطلاع على خريطة بيانية للمناطق التي توزع عليها الكفاح المسلح عبر التراب الوطني وهي: المنطقة الأولى بقيادة رابح بيطاط، المنطقة الثانية بقيادة مصطفى بن بولعيد، المنطقة الثالثة بقيادة كريم بلقاسم، والمنطقة الرابعة بقيادة ديدوش مراد فيما تولى العربي بن مهيدي قيادة المنطقة الخامسة. كما يعرض المتحف نماذج للرتب العسكرية مع صور القادة والمجاهدين المشاركين في مؤتمر الصومام إلى جانب وثائق عن المؤتمر ومجسم للبيت الذي عقد فيه. و هناك أيضا المقصلة التي استعملت في سجن سركاجي لتنفيذ أحكام الإعدام ضد الجزائريين. وصورة أول شهيد قدم لهذه المقلة وهو أحمد زابانة البطل الشهم الذي قال فيه مفدي زكريا:
وامتثل سافرا محياك جلا دي ولا تتلثم فلست حقودا واقضي ياموت فيما أنت قاض أنا راض إن عاش شعبي سعيدا وللتعريف بتضحيات ومعاناة الشعب الجزائري يجد المتجول في هذا الرواق أدوات ووسائل التعذيب التي استعملها المستعمر الفرنسي ليثني هذا الشعب عن المطالبة بالحرية ومن هذه الادوات، الأغلال، الكهرباء، الزنزانات ولوحات زيتية تبرز معاناة السجناء الجزائريين. المعرض يقدم أيضا صورا وثائقية تعرف باتفاقيات إيفيان كحدث تاريخي تعلق به مصير الأمة. و تخليدا لرجل الميدان وبطل المجاهدين الرئيس الراحل هواري بومدين خصص له رواق باعتباره أول قائد للأركان العامة لجيش التحرير الوطني. وبالمقابل يجد الزائر نفسه أمام تمثال الشاعر المناضل السياسي الثوري وبلبل الكفاح التحريري المسلح مفدي زكريا الذي يقف شامخا مجلجلا وكأنه يتلو قصيدته:
شغلنا الورى وملأنا الدنا
بشعر نرتله كالصلاة
تسابيحه من حنايا الجزائر.
وأخيرا يصل الزائر إلى رواق الجيش الوطني الشعبي أين تعرض نماذج للرتب العسكرية والألبسة ومختلف أسلحة الجيش الوطني الشعبي للقوات البرية، الجوية، والقوات البحرية والدرك الوطني مع التعريف بأدوات عمل رجال الدرك.

## بطاقة فنية للمتحف
يقع المتحف المركزي العسكري جنوب غربي مجمع رياض الفتح، حيث يتربع على مساحة تقدر ب 17000 م2 وقد شيد هذا المعلم التاريخي فوق ربوة المدنية بالجزائر ضمن منشئات مجمع رياض الفتح الذي بني على أنقاض حي الاكاسيا القديم، ويقابل المتحف مقام الشهيد الذي أقامته الجزائر تخليدا لشهدائها الأبرار. والجدير بالذكر أن اختيار موقع المتحف له ما يبرر إذ أن هذه المنطقة تعتبر مكانا مشتركا لأكبر الأحداث والعمليات العظيمة التي سجل فيها أبطال الجزائر أروع انتصاراتهم، كما لقي فيها بعض أبناء هذا الوطن أنواع العذاب على يد المستعمر الغاشم، ولعل أبرز تلك الدوافع هي كون المتحف كان قلعة قديمة حطم منها الأسطول الاسباني بقيادة شارل الخمس ملك اسبانيا عام 1541 كما انه المكان الذي تم فيه اجتماع 22 التاريخي الذي عقد بمنزل المجاهد إلياس دريش المحاذي للمتحف وهو الاجتماع الذي ضم أكبر قادة الثورة التحريرية زيادة على هذا فهو المكان الذي يمثل أهم مركز التعذيب والتنكيل الاستعماري. وقد تم افتتاح المتحف في أول نوفمبر 1984 بمناسبة الذكرى الثلاثين لاندلاع الثورة التحريرية الكبرى، ليكون حافظة للتاريخ العسكري الجزائري وذاكرة لماضيها النضالي. ويذكر أن المتحف يضم قاعة شرفية تؤدي إلى قاعة المحاضرات التي تتسع ل 265 مقعد مجهزة بأحدث وسائل الترجمة، كما يشتمل هذا الطابق على مكتبة بها قاعات للمطالعة وأخرى قاعات لحفظ الوثائق والمخطوطات. أما الطابق السفلي فيحتوي على ورشات ومخابر ومكتبات وقاعات مراقبة وقاعة للمصالح التقنية فيما يتضمن الطابقان الأول والثاني على مناطق عرض مساحة كل منها 2700م2 بالإضافة إلى مركز إداري، أما الطابقين الثالث والرابع فيشتمل كل منهما على مساحة عرض تقدر ب 700 م2 بالإضافة إلى ورشات عمل.

## وصلات خارجية
- تسمية المتحف المركزي للجيش باسم المجاهد الفقيد الرئيس “الشاذلي بن جديد”